# Фотоплан
Фотоплан (рос. фотоплан, англ. airplan,  photoplan, photomap; нім. Bildplan m, Luftbildplan m) — точний фотографічний план місцевості, який виготовляється переважно з картографічною метою. Як правило, являє собою групу аеро- або комофотознімків, приведених до одного масштабу і трансформованих за кутами нахилу, змонтованих на одній основі. Фотоплан застосовуються при проектно-дослідницьких роботах і для складання фотокарт.